# Dr. Hook
Dr. Hook & The Medicine Show, vanaf 1975 afgekort tot Dr. Hook, was een pop-country-rockband uit Union City (New Jersey).

## Geschiedenis
Dr. Hook kwam voort uit de band The Chocolate Papers. Nadat deze uit elkaar was gegaan, trok bandlid George Cummings van Chicago naar New Jersey, waar hij het initiatief nam voor een nieuwe band. Ray Sawyer, Billy Francis en Popeye Phillips die eveneens in The Chocolate Papers hadden gespeeld sloten zich bij Cummings aan en als bassist werd Dennis Locorriere aangetrokken. Drummer Phillips verdween wegens muzikale meningsverschillen al snel uit de band en werd vervangen door in eerste instantie Joseph Olivier en later John 'Jay' David.
Toen de nieuwe band een naam moesten hebben voor een aanplakbiljet, bedacht Cummings Dr. Hook & The Medicine Show: Tonic for the Soul, geïnspireerd op de rondreizende medicijnshows van het oude Westen en deels refererend aan het ooglapje van bandlid Ray Sawyer (gevolg van een auto-ongeluk in 1967) dat associaties opwekte met kapitein Haak uit Peter Pan.
In 1970 werd Dr. Hook gevraagd om twee nummers op te nemen voor de film Who Is Harry Kellerman And Why Is He Saying Those Terrible Things About Me? waarin Dustin Hoffman een singer-songwriter speelde die door een zenuwinzinking werd getroffen. The Last Morning (waarvan een nieuwe versie werd gemaakt voor het tweede album Sloppy Seconds) en Bunky and Lucille werden geschreven door Shel Silverstein (hofleverancier tijdens de eerste jaren, en tevens cartoonist en dichter) en gezongen door Locorriere. De film, waarin de band ook te zien is, werd in 1971 uitgebracht; het werd geen kaskraker maar leverde Dr. Hook wel een platencontract op. Datzelfde jaar kwam het debuutalbum uit met de wereldhit Sylvia's Mother.
Sloppy Seconds leverde de hit The Cover Of The Rolling Stone op; in dit nummer gezongen door Sawyer werd de draak gestoken met het idee dat een muzikant pas succesvol is als hij op de voorkant van het 'toonaangevende' muziekblad Rolling Stone staat. Uiteindelijk kwam Dr. Hook inderdaad on the cover of the Rolling Stone (nummer van 29 maart 1973), weliswaar als karikaturen. In Engeland werd het nummer door de BBC als sluikreclame opgevat en daarom geboycot totdat er een aangepaste versie kwam onder de titel On the Cover of the Radio Times (weekblad van de BBC).
In 1976 verscheen het album A Little Bit More waarvan de gelijknamige Bobby Gosh-cover een hit werd. 
Ondertussen is het disco-tijdperk aangebroken, en ook het country-popgeluid van Dr. Hook raakte erdoor beïnvloed. Pleasure and Pain uit 1978 bevatte de hits Sharing The Night Together en When You're in Love with a Beautiful Woman. Sometimes You Win uit 1979 (waarvan Sexy Eyes en Better Luck Next Time de hitlijsten haalden) ging verder op de ingeslagen weg. 
In 1982 werd Baby Makes Her Blue Jeans Talk het laatste grote succes van Dr. Hook. Ray Sawyer vertrok in 1983 waarna de groep nog twee jaar doorging met Locorriere als enige frontman.

## Na Dr. Hook

### Dennis Locorriere
Locorriere behield na het uiteengaan van de band de rechten op de naam. Hij bracht enkele soloalbums uit en toerde onder de namen Voice of Dr. Hook en Dennis Locorriere Celebrates Dr. Hook Hits and History tour. Op 18 maart 2016 gaf Dennis Locorriere een liveoptreden in Countdown Café van Radio Veronica en werd in het programma geïnterviewd door Kees Baars. In 2019 start hij een nieuwe toer onder de naam Dr Hook 50th Anniversary World Tour.

### Ray Sawyer
Sawyer had toestemming de naam Dr. Hook te gebruiken. Vanaf 1988 tot 2015 gaf hij concerten onder de naam Dr. Hook ft. Ray "Eye Patch" Sawyer. In 1999 verscheen hij in het KRO-showprogramma Het gevoel van... (1982) om een soloversie van Baby Makes Her Blue Jeans Talk ten gehore te brengen. Billy Francis sloot zich in de jaren 2000-2009 bij hem aan.
Francis overleed in 2010 op 68-jarige leeftijd. Sawyer overleed in 2018 op 81-jarige leeftijd. producer en manager Ron Haffkine overleed in 2023, 84 jaar oud.

## Leden
- Dennis Locorriere (1949), zang, gitaar, bas, harmonica
- Ray Sawyer (1937-2018), achtergrondzang, percussie, gitaar
- George Cummings (1938), leadgitaar
- Billy Francis (1942-2010), keyboard
- Thomas La Fayette 'Popeye' Phillips (1941-2003), drums
- John 'Jay' David (1942), drums
- Jance Garfat (1944-2006), bas
- Rik Elswit (1945), leadgitaar
- John Wolters (1945-1997), drums
- Bob 'Willard' Henke (1951), gitaar
- Rod Smarr (1947-2012), gitaar

## Discografie

### Albums
| Album met eventuele hitnotering(en) in de Nederlandse Album Top 100 | Datum van verschijnen | Datum van binnenkomst | Hoogste positie | Aantal weken | Opmerkingen                                      |
| ------------------------------------------------------------------- | --------------------- | --------------------- | --------------- | ------------ | ------------------------------------------------ |
| Doctor Hook and the Medicine Show                                   | 1971                  | -                     |                 |              | als Dr. Hook & The Medicine Show                 |
| Sloppy seconds                                                      | 1972                  | -                     |                 |              | als Dr. Hook & The Medicine Show                 |
| Belly up!                                                           | 1973                  | -                     |                 |              | als Dr. Hook & The Medicine Show                 |
| Bankrupt                                                            | 1975                  | -                     |                 |              |                                                  |
| A little bit more                                                   | 1976                  | -                     |                 |              |                                                  |
| Revisited (Best of Dr. Hook)                                        | 1976                  | -                     |                 |              | Verzamelalbum                                    |
| Makin' love and music                                               | 1977                  | -                     |                 |              |                                                  |
| Pleasure and pain                                                   | 1978                  | 12-05-1979            | 3               | 17           |                                                  |
| Sometimes you win                                                   | 1979                  | -                     |                 |              |                                                  |
| Rising                                                              | 1980                  | -                     |                 |              |                                                  |
| Greatest hits (and more)                                            | 1980                  | 17-01-1981            | 10              | 11           | Verzamelalbum                                    |
| Live in the U.K.                                                    | 1981                  | -                     |                 |              | Livealbum                                        |
| Players in the dark                                                 | 1982                  | -                     |                 |              |                                                  |
| Let me drink from your well                                         | 1983                  | -                     |                 |              |                                                  |
| Greatest hits                                                       | 1992                  | 12-12-1992            | 18              | 15           | Verzamelalbum                                    |
| Completely hooked - The best of Dr. Hook                            | 1992                  | -                     |                 |              | Verzamelalbum                                    |
| Dr. Hook and the Medicine Show - Greatest hits                      | 1995                  | -                     |                 |              | als Dr. Hook & The Medicine Show / Verzamelalbum |
| Sharing the night together - The best of Dr. Hook                   | 1996                  | -                     |                 |              | Verzamelalbum                                    |
| The very best of Dr. Hook                                           | 1999                  | 31-07-1999            | 22              | 7            | Verzamelalbum                                    |
| Love songs                                                          | 1999                  | -                     |                 |              | Verzamelalbum                                    |
| Hits and history                                                    | 2007                  | -                     |                 |              | Verzamelalbum                                    |

### Singles
| Single met eventuele hitnotering(en) in de Nederlandse Top 40 | Datum van verschijnen | Datum van binnenkomst | Hoogste positie | Aantal weken | Opmerkingen                                                                 |
| ------------------------------------------------------------- | --------------------- | --------------------- | --------------- | ------------ | --------------------------------------------------------------------------- |
| Sylvia's mother                                               | 1972                  | 15-04-1972            | 3               | 11           | als Dr. Hook & The Medicine Show / Nr. 3 in de Single Top 100 / Alarmschijf |
| Carry me, Carrie                                              | 1972                  | 11-11-1972            | 24              | 4            | als Dr. Hook & The Medicine Show / Nr. 21 in de Single Top 100              |
| The cover of "Rolling Stone"                                  | 1972                  | 23-12-1972            | 16              | 7            | als Dr. Hook & The Medicine Show / Nr. 13 in de Single Top 100              |
| Roland the roadie and Gertrude the groupie                    | 1973                  | 11-08-1973            | 19              | 5            | als Dr. Hook & The Medicine Show / Nr. 18 in de Single Top 100              |
| Life ain't easy                                               | 1973                  | -                     |                 |              | als Dr. Hook & The Medicine Show                                            |
| The ballad of Lucy Jordan                                     | 1975                  | -                     |                 |              | als Dr. Hook & The Medicine Show                                            |
| The millionaire                                               | 1975                  | -                     |                 |              |                                                                             |
| Only sixteen                                                  | 1976                  | -                     |                 |              |                                                                             |
| A little bit more                                             | 1976                  | 14-08-1976            | 10              | 8            | Nr. 10 in de Single Top 100 / Alarmschijf                                   |
| If not you                                                    | 1976                  | -                     |                 |              |                                                                             |
| Walk right in                                                 | 1977                  | -                     |                 |              |                                                                             |
| More like the movies                                          | 1978                  | -                     |                 |              |                                                                             |
| Sharing the night together                                    | 1978                  | 10-03-1979            | 24              | 4            | Nr. 28 in de Single Top 100                                                 |
| All the time in the world                                     | 1979                  | -                     |                 |              |                                                                             |
| When you're in love with a beautiful woman                    | 1979                  | 05-05-1979            | 2               | 13           | Nr. 3 in de Single Top 100                                                  |
| What do you want?                                             | 1979                  | 24-11-1979            | tip15           | -            | Nr. 42 in de Single Top 100                                                 |
| Better love next time                                         | 1980                  | 09-02-1980            | tip10           | -            |                                                                             |
| Sexy eyes                                                     | 1980                  | -                     |                 |              |                                                                             |
| Years from now                                                | 1980                  | -                     |                 |              |                                                                             |
| Girls can get it                                              | 1980                  | 15-11-1980            | tip20           | -            |                                                                             |
| That didn't hurt too bad                                      | 1981                  | -                     |                 |              |                                                                             |
| Baby makes her blue jeans talk                                | 1982                  | 01-05-1982            | 2               | 10           | Nr. 2 in de Single Top 100                                                  |
| Loveline                                                      | 1982                  | -                     |                 |              |                                                                             |

| Single met hitnotering(en) in de Vlaamse Ultratop 50 | Datum van verschijnen | Datum van binnenkomst | Hoogste positie | Aantal weken | Opmerkingen                                                   |
| ---------------------------------------------------- | --------------------- | --------------------- | --------------- | ------------ | ------------------------------------------------------------- |
| Sylvia's mother                                      | 1972                  | -                     |                 |              | als Dr. Hook & The Medicine Show / Nr. 9 in de Radio 2 Top 30 |
| A little bit more                                    | 1976                  | -                     |                 |              | Nr. 17 in de Radio 2 Top 30                                   |
| When you're in love with a beautiful woman           | 1979                  | -                     |                 |              | Nr. 2 in de Radio 2 Top 30                                    |
| Baby makes her blue jeans talk                       | 1982                  | -                     |                 |              | Nr. 2 in de Radio 2 Top 30                                    |

### NPO Radio 2 Top 2000
| Nummers met noteringen in de NPO Radio 2 Top 2000 | '99  | '00 | '01  | '02  | '03  | '04  | '05  | '06  | '07  | '08  | '09  | '10  | '11 | '12  | '13  | '14  | '15  | '16  | '17  | '18  | '19  | '20  | '21  | '22  |
| ------------------------------------------------- | ---- | --- | ---- | ---- | ---- | ---- | ---- | ---- | ---- | ---- | ---- | ---- | --- | ---- | ---- | ---- | ---- | ---- | ---- | ---- | ---- | ---- | ---- | ---- |
| Baby Makes Her Blue Jeans Talk                    | 1198 | -   | 1136 | 1582 | 1464 | 1462 | 1490 | 1614 | 1791 | 1595 | 1934 | 1859 | -   | -    | -    | -    | -    | -    | -    | -    | -    | -    | -    | -    |
| Sharing the night together                        | 1851 | -   | -    | -    | -    | -    | -    | -    | -    | -    | -    | -    | -   | -    | -    | -    | -    | -    | -    | -    | -    | -    | -    | -    |
| Sylvia's Mother                                   | 468  | 642 | 360  | 499  | 510  | 366  | 526  | 555  | 558  | 499  | 734  | 670  | 705 | 1217 | 1178 | 1306 | 1442 | 1332 | 1471 | 1719 | 1609 | 1726 | 1929 | 1906 |
| When You're in Love with a Beautiful Woman        | 1714 | -   | 1524 | 1412 | 1298 | 1792 | -    | -    | -    | -    | -    | -    | -   | -    | -    | -    | -    | -    | -    | -    | -    | -    | -    | -    |

1. ↑  Een '-' betekent dat het nummer niet was genoteerd en een vetgedrukt getal geeft de hoogste notering van een nummer aan.
2. ↑  Deze tabel is bijgewerkt tot en met de laatste editie (2024).

## Covers in Nederland
- Drukwerk maakte een Nederlandstalige versie van Sylvia's Mother.
- Henny Huisman maakte in zijn tijd als presentator van de Hitkrant Drive-In Show (voorloper van de uiteindelijke Soundmixshow) de single Op De Voorplaat Van De Hitkrant Staan.
- Bertus Staigerpaip nam het in 1988 op als Op De Voorplaat Van De Donald Duck.
- Pé Daalemmer & Rooie Rinus namen het in 1984 als Afscheidslied op met daarin de tekst Op de veurste bladzie van de Loeks!
- Sandy Kandau, voormalig achtergrondzangeres van René Froger, scoorde in 1996 met haar versie van Love You A Little Bit More.